# کار د لین
کار د لین، (به انگلیسی: Coeur d’Alene) شرکت استخراج معادن آمریکایی است، که به‌عنوان یکی از بزرگترین تولیدکنندگان طلا و نقره در جهان محسوب می‌شود. سهام این شرکت، در بازار بورس اوراق بهادار نیویورک دادوستد می‌شود.